# Sofía Eduviges de Dinamarca
Sofía Eduviges de Dinamarca y de Noruega (Copenhague, 28 de agosto de 1677-Palacio de Charlottenborg, 13 de marzo de 1735) fue una princesa danesa, la cuarta hija del rey Cristián V de Dinamarca y de su esposa, Carlota Amalia de Hesse-Kassel.

## Vida

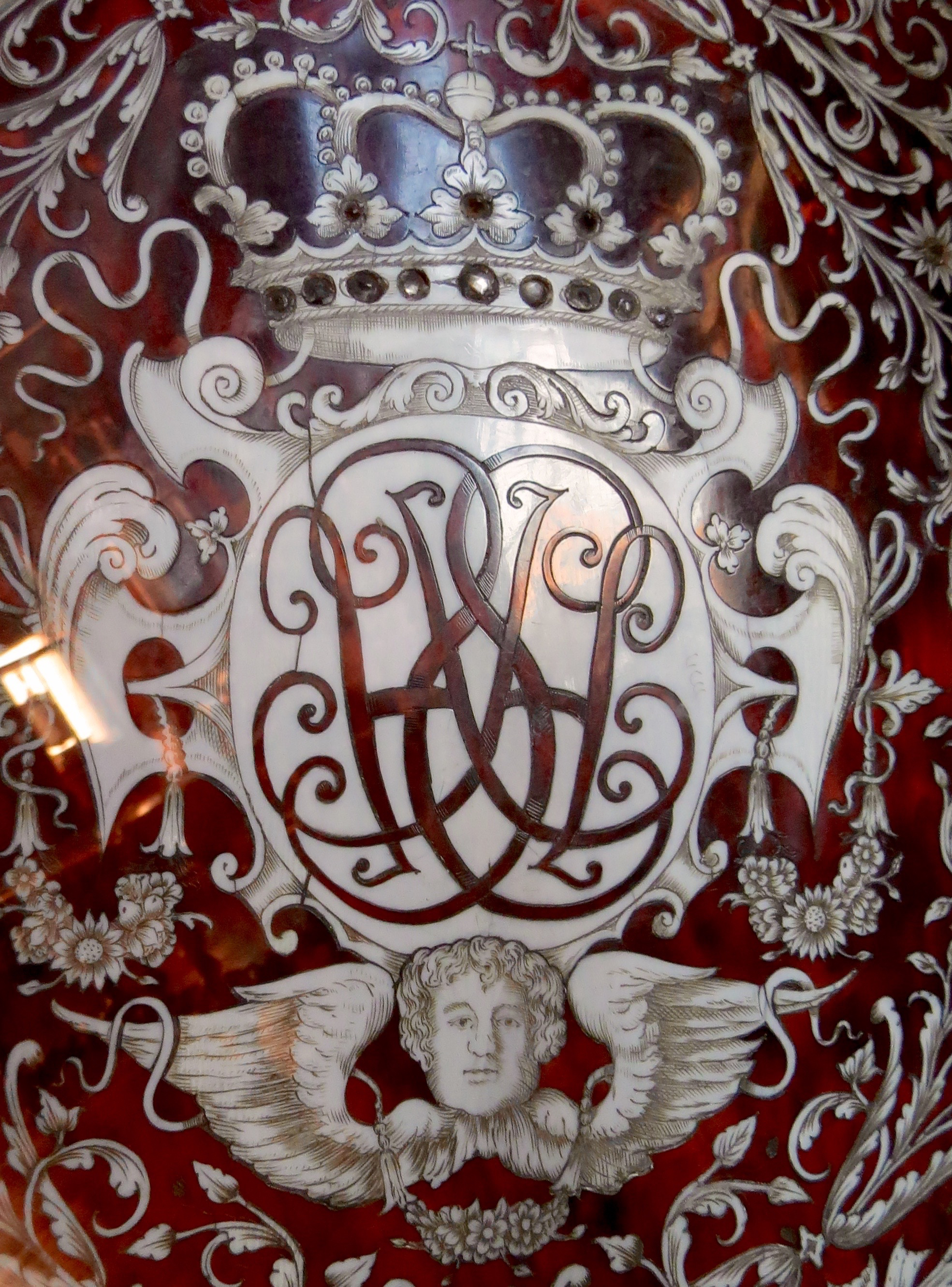
Monograma de la princesa Sofía Eduviges en el palacio de Rosenborg.

Sofía Eduviges se convirtió en el objeto de alianzas matrimoniales desde pequeña y estuvo comprometida tres veces. De niña fue comprometida con su primo, Juan Jorge IV de Sajonia, en consecuencia con la política tradicional de matrimonios dinásticos entre Dinamarca y Sajonia. En 1689, se decidió que el matrimonio tomaría lugar dos años más tarde. Cuando Juan Jorge sucedió a su padre como elector en 1691, rompió el compromiso. En 1692, un matrimonio con el futuro José I de Habsburgo fue sugerido. Sin embargo, Sofía Eduviges se negó a convertirse al catolicismo a pesar de ser presionada a ello por su padre.
Entre 1697 y 1699, Dinamarca quiso forjar una alianza con Suecia a través de una boda doble entre Carlos XII de Suecia y Sofía Eduviges, y su hermano Carlos de Dinamarca con Eduviges Sofía de Suecia (después del matrimonio de esta última en 1698, fue reemplazada por Ulrica Leonor de Suecia). Sin embargo, aunque le agradaba la idea de un matrimonio con una princesa danesa, Carlos XII no deseaba casarse y una alianza con Dinamarca obtuvo una gran resistencia en Suecia.
Sofía Eduviges permaneció oficialmente soltera, aunque existían rumores de que contrajo matrimonio en secreto con su cortesano, el noble Carl Adolph von Plessen (1678-1758).
En 1699, Cristián V falleció y su hijo, Federico V, ascendió al trono. De acuerdo a la tradición, Sofía Eduviges vivió su madre, Carlota Amalia de Hesse-Kassel, hasta la muerte de ésta en 1714, y después en la corte de su hermano el rey. Entre sus damas de compañía se encontraba Elisabeth Helene von Vieregg, quien en 1701 se convirtió en la amante del rey, y en 1703 su esposa por bigamia. Tras la muerte de su madre, Sofía Eduviges  heredó las propiedades de Gjorslev y Erikstrup, las cuales intercambió con su hermano por Dronninglund, Dronninggård, y la abadía de Børglum (Børglumkloster).
Tuvo una buena relación con su hermano el rey hasta 1721, cuando Sofía Eduviges abandonó la corte junto a su hermano menor, Carlos, en protesta por el matrimonio del rey con Ana Sofía Reventlow. Los hermanos se mudaron junto con sus propias cortes a la mansión de Vemmetofte, la cual Carlos había heredado de su madre. Tuvieron una corte de 70 nobles al mando de Carl Adolph von Plessen, quien era amigo de Carlos y posiblemente el esposo secreto de Sofía Eduviges. No se reconciliaron con Federico IV hasta varios años después. Sofía Eduviges, al igual que Carlos y von Plessen, fundó escuelas para los campesinos en sus propiedades, de acuerdo con su creencia de que las escuelas eran necesarias para instruir a las personas en la religión.
Después de la muerte de su hermano Carlos en 1729, Sofía Eduviges heredó sus vastas propiedades: Vemmetofte, Højstrup y el palacio de Charlottenborg, así como sus deudas, las cuales pudo pagar con la ayuda de los ingresos del palacio de Sorgenfri, Dronninggård y Frederiksdal, concedidas a ella por su sobrino, Cristián VI, cuando sucedió a Federico IV en 1730.
Sofía Eduviges fue una talentosa retratista y estaba interesada en la música, las manualidades como ornamentos en marfil, y el bordado. También coleccionaba libros de salmos y varias escrituras. Muchas de sus obras se encuentran en la Colección Real Danesa en el palacio de Rosenborg. En 1735, el convento de Vemmetofte (Vemmetofte Kloster) para las mujeres nobles solteras fue fundado de acuerdo a las instrucciones que dejó en su testamento. Sofía Eduviges falleció el 13 de marzo de 1735, a los 57 años, en el palacio de Charlottenborg.

## Otras fuentes
- G.Greer, La Carrera de Obstáculos (1979)

- Datos: Q2618092
- Multimedia: Sophie Hedvig of Denmark / Q2618092